# ヘンリー・ベルリナー

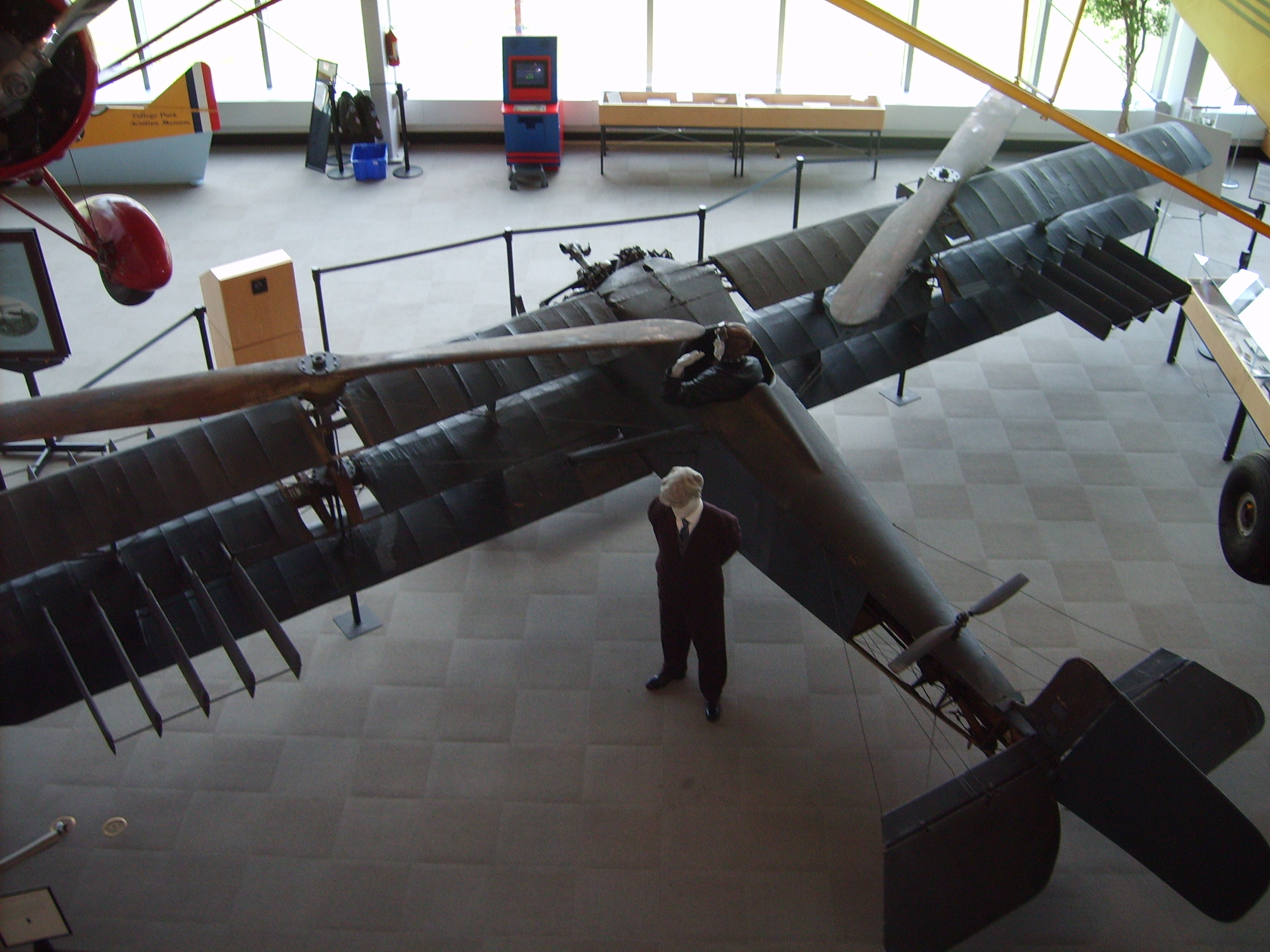
1924年のベルリナーのヘリコプター

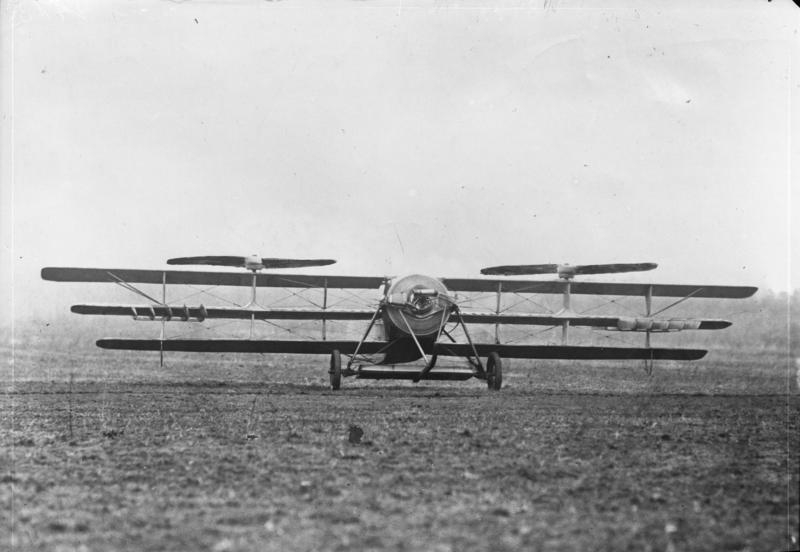
ベルリナーのヘリコプター

ヘンリー・ベルリナー（Henry Berliner、1895年12月13日 - 1970年5月1日）は、アメリカ合衆国の航空エンジニアで、ヘリコプター開発のパイオニアである。

## 経歴
蓄音機の発明などで知られるエミール・ベルリナーの6番目の息子としてワシントンに生まれた。陸軍航空隊の航空写真技師として働いた後、1919年にワシントンに戻り、父親のヘリコプター研究を手伝い始めた。
80馬力のローヌ・エンジンをつんだテスト機は、反転するローターを備えて、ホバリングと前進ができた。さらにニューポール23の胴体を購入し、ベントリー220馬力エンジンを取り付け、胴体に取り付けたトラスに取り付けた2つのローターを駆動した。さらに3番のローターを胴体後部にとりつけ、機体の姿勢の制御を行った。
1922年6月16日にアメリカ陸軍に対してヘリコプターの公開実験を行なった。
1923年にエンジン故障に対応するために、三葉式の主翼を追加した。機体の性能は前進速度は60km/hで、1924年2月23日に15ftの高度に達したのが最も良い記録であった。1925年に複葉機に似た形状の改良型を作成したが性能向上はわずかで、ベルリナーのヘリコプター開発はこれで最後となった。
1926年にベルリナー・エアクラフト・カンパニーを設立し、固定翼機の開発を行った。1929年にこの会社はベルリナー・ジョイス・エアクラフトに吸収合併された。ベルリナー・ジョイス時代に単葉複座戦闘機P-16などが開発された。